# Muž z Aranu
Muž z Aranu je dokumentární film Roberta J. Flahertyho z roku 1934. Jedná se o dokumentární fikci o životě na Aranských ostrovech na západě od Irského pobřeží.
Ostrov byl v oné době špatně dostupný a lidé zde museli žít v těžkých podmínkách a velice soběstačně. Podobně jako v případě Nanuka a Moany Flaherty na ostrově strávil dva roky (listopad 1931 až jaro 1933) pozorováním, sžíváním se s prostředím, hledaním postav pro svůj film a zároveň natáčením. Záběry neherců pak strukturoval do svého příběhu, který neměl podrobný scénář. Muž z Aranu už byl zvukový film, ale svým pojetím měl stále blízko z filmu němému. Na místě byly pouze natočeny záběry, které byly později sestříhány a doplněny hudbou.
I v tomto případě byl Flaherty kritizován za to, že rekonstruuje a idealizuje minulý a již zmizelý život obyvatel ostrova (Paul Rotha). Guy Gauthier to zdůvodňuje Flahertyho snahou zachytit a uchovat kolektivní paměť obyvatel ostrova, která ho vede k mýtizaci skutečnosti. Však také Flahertyho cílem nebylo vytvořil etnografický film, ale dokument o lidském údělu. Tomu odpovídalo i to, že ve filmu sice vystupovali neherci a natáčení nepostupovalo podle přesného scénáře, dostávali však odměnu a byli i režijně vedeni. Některé scény byly inscenovány a třeba i chaloupka hlavní postavy byla postavena jako kulisa.